# Gijs Stappershoef

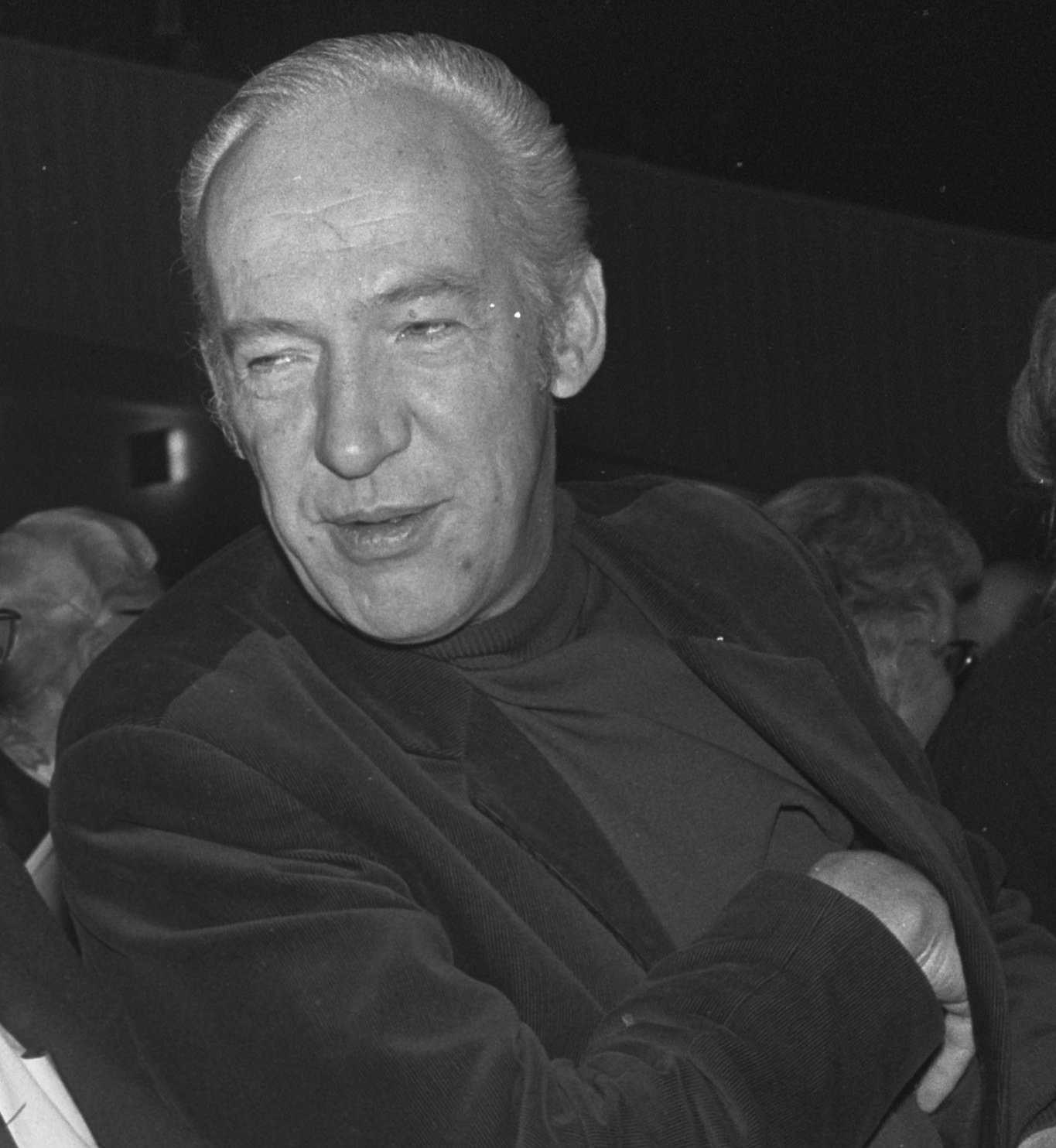
Gijs Stappershoef (1968)

Gijs Stappershoef (Zaltbommel, 13 maart 1920 – Blaricum, 6 juli 2010) was een Nederlandse televisiepionier.
Stappershoef was vlak na de oorlog een van de grondleggers van de regionale omroep RONO, later gesplitst in RTV Noord en RTV Drenthe, omdat Radio Herrijzend Nederland destijds in het uiterste noorden van het land niet te ontvangen was.
In de jaren vijftig en zestig was hij regisseur bij de VARA. Hij werkte samen met onder andere Tom Manders (Dorus) aan zijn programma Saint Germain des Prés. Hij verliet de VARA na een conflict over het programma Zo is het toevallig ook nog eens een keer, dat onder zijn leiding was opgezet. Hierna werd hij docent bij Santbergen, de voorloper van de Media-academie, de Filmacademie en de Utrechtse School voor Journalistiek.
Programma's waaraan Stappershoef meewerkte:
- Saint Germain des Prés
- Pipo de Clown
- Zo is het toevallig ook nog eens een keer
- de Rudi Carrell Show
- Publieke tribune
- het quizprogramma Weet wat je waagt met Theo Eerdmans.